# Руща-Кольонія
Руща-Кольонія (пол. Ruszcza-Kolonia) — село в Польщі, у гміні Лонюв Сандомирського повіту Свентокшиського воєводства.
Населення — 83 особи (2011).
У 1975-1998 роках село належало до Тарнобжезького воєводства.

## Демографія
Демографічна структура на день 31 березня 2011 року:
|          | Загалом | Допрацездатний вік | Працездатний вік | Постпрацездатний вік |
| -------- | ------- | ------------------ | ---------------- | -------------------- |
| Чоловіки | 42      | 10                 | 26               | 6                    |
| Жінки    | 41      | 6                  | 23               | 12                   |
| Разом    | 83      | 16                 | 49               | 18                   |